# Мясницкая слобода
Мясни́цкая слобода́ — историческое поселение (слобода) царских мясников в Москве, в северо-восточной части Земляного города, в районе современной Мясницкой улицы.
Слобода известна с XVI века, когда мясники заселили участок современной улицы до Мясницких ворот. Местоположение слободы мясников связано с близостью «Коровьей площадки» около площади Красные Ворота — рынка, где торговали скотом. Он находился на отшибе, потому что скот пригоняли большими стадами по обходным дорогам.
В XVII веке слобода быстро разрасталась, в основном за счёт поселений знати и архиерейских подворий, которые начали вытеснять дворы мясников. По данным переписи 1632 года, в слободе числилось 105 дворов, из которых всего семь принадлежали мясникам. За двадцать лет слобода выросла до 184 дворов, а количество мясницких сократилось — в 1638 году известно всего два двора. К концу XVIII века Мясницкая улица стала одной из главных аристократических улиц Москвы.
Приходской церковью слободы был храм Николая Чудотворца, существовавший с XVI века и документально зафиксированный с 1620 года, его снесли в 1928 году.